# グッドウィル (人材派遣会社)
株式会社グッドウィル（英: Goodwill Co.,Ltd.）は、かつて企業集団「グッドウィル・グループ」（後にラディアホールディングス、アドバンテージ・リソーシング・ジャパン、プロンプトホールディングスを経て現社名テクノプロ・ホールディングス）に所属していた日本の会社である。

## 概要
1995年に、佐藤修、川上真一郎、神野彰史の3者が（旧）株式会社グッドウィル（後のグッドウィル・グループ株式会社）を創業。2004年に持株会社制に移行するに当たり、（新）株式会社グッドウィルが、会社分割によりグッドウィル・グループ株式会社の100%子会社として、資本金100億円で設立された（2004年以前については「テクノプロ・ホールディングス」を参照）。
最大で230万人の登録スタッフ数・1100箇所の支店ネットワークは人材派遣企業の中では当時日本最大であり、急成長企業であった。「コムスン」と並んでグッドウィル・グループの売上高・経常利益共に中核を担っていた。派遣スタッフ達の間では「グッド」と略されていた。
労働者派遣法の規制緩和の流れに乗ってカテゴリーを増やし、売り上げを急拡大。特に軽作業派遣においては、フルキャストと並んで2強とされていた。グッドウィルが手掛けていた事業は以下の通りで、それぞれが支店となっていた。
| 支店名（略称）           | 事業内容 |
| ------------------------ | --- |
| AM                       | アミューズメント：パチンコ業界派遣                                                                            |
| CAS                      | 引越・事務所移転補助派遣                                                                                      |
| EV                       | イベント事業補助派遣。ただし、CASで取り扱うケースもある                                                       |
| EX                       | ドライバー派遣                                                                                                |
| FC                       | フードキャスティング。外食産業派遣                                                                            |
| KSM                      | 別法人の警備施工マネジメントが手がける事務所移転補助派遣。ただし、グッドウィル本体のCASで取り扱うケースもある |
| OS                       | オフィスサポート。事務派遣                                                                                    |
| MEDI（またはメディカル） | 医療関連派遣                                                                                                  |
| PE                       | 製造業請負・派遣                                                                                              |
| PL                       | 育児両立希望者向けの倉庫業務派遣                                                                              |
| SC                       | ストアキャスティング                                                                                          |
| SP                       | セールスプロモーション。ただし、SCで取り扱うケースもある                                                      |
| TS                       | テクニカルサポート。IT軽作業                                                                                  |
| シニア                   | 高年齢者派遣                                                                                                  |

ただし、2008年初頭の業務停止命令に伴って支店統合が一部行われ、統合先が必ずしもこの略号に当てはまらない（ないしは、統合元の登録のみは引き継ぐが、支店から与えられる作業自体は別の略号を持つ支店扱いとなり、統合前の支店と類似した仕事ができない）ケースもあった。
法定の業務停止命令から明けた2008年5月頃から、さらなる支店の統合が進められ、CASの支店のみ、ないしは一都市内の複数の支店（その一環で統合されたケースも見られる）が完全に1箇所に集約されるなどしていた。

## 沿革
- 2004年4月7日 - 折口雅博代表取締役社長がGOODWILLを設立。コムスン設立
- 2008年3月11日 - 神野彰史代表取締役社長が辞任し相談役に就任。後任は同日付で常務取締役経営企画室長兼広報室長の中元一彰。また、常務取締役事業本部長の平井剛は、常務を辞任し、営業本部長に降格。
- 2008年6月29日 - 資本金を1億円に大幅減資。
- 2008年7月31日 - 事実上廃業。
- 2009年12月31日 - 会社解散、清算会社へと移行。
- 2013年11月22日 - 清算結了。11月25日付でその旨の登記がなされ、完全消滅。

## 特徴
同社の人材派遣アルバイト登録システム「モバイト・ドット・コム」は給与が日払い制で、携帯電話一つで空き時間に気軽に働けるとのことで10〜20代の学生やフリーターを多く抱えていた。モバイトとは、モバイル（携帯電話などの携帯通信）とアルバイトの合成による、グッドウィル・グループの造語である。スポット派遣（いわゆるデジタル日雇い、ワンコールワーカーを参照のこと）の草分けであり、前述のように短期アルバイト先を提供していた。最盛期にはテレビ等でもアイドル（南明奈・原幹恵・森下悠里）を起用したCMを多く放映、若年層を中心に一定の支持を受けていた一方、増加する非正規雇用に比べ労働法制の整備が遅れていることなどからワーキングプア層の増大が懸念され、グッドウィルグループ傘下だったコムスンの問題と並んで社会的弱者を食い物にしているとの批判もあった。
なお、「モバイト」という名ではあるが、派遣就労の申込みは携帯電話のみならず、Webサイト、および固定電話、登録した支店の窓口でも行っていた。
登録スタッフになるには、支店に連絡後、希望日に来店する。そこで詳細が話され、簡単な面談を行う。登録初日に働くことも可能だった。
登録から派遣までの一般的な流れは、まず、登録スタッフが前述のように勤務できる日時を設定する。前日の16時になるまでは変更や取り消しが可能である。前日の16時になると、登録した支店に連絡し、派遣先等必要事項を確認と、専用の用紙に詳細を記入する。そこで参加するか否かを判断することができる。翌日、支店に連絡をし、支店に出勤する。その後、他の登録スタッフと共に派遣先へ移動する。そこで勤務を行い、終了後、記入しておいた用紙の控えを派遣先に渡す。その後は支店に退勤の連絡の上、給与支払いに必要なコードを記入して、直帰となる。

## 問題
2007年頃より（特に当時子会社のコムスンの不正発覚以降）、グループ全体に以下に示す様々な問題点が浮上した。

### 「データ装備費」問題
1995年の創業から2007年4月30日まで、一労働につき200円（創業当時は100円）の「データ装備費」なる費用を（派遣に伴うマージンや所得税とは別に）天引きしていた。「データ装備費」は民間の損害保険や勤務に際して貸し出される備品等の調達に充当していたという。
「データ装備費」の支払いは本来「任意」としていたが、事前の説明もなく、実質的には「強制的に」徴収しており、さらにその用途も不透明であったことから、労働基準法第24条の「給与全額支払の原則」に反する不払い賃金に当たるとの批判も多く、一部スタッフとのトラブルもあったため、2007年5月1日より廃止された。報道によると、勤務中の負傷に際して保険を請求しても下りず、それどころか「現在は加入していない」との返答もあったという。また、収入源として支店に徴収を徹底させ、本社の利益として計上していたという元支店長の証言もあった。
また、廃止と前後して一部有志が労働組合「グッドウィルユニオン」（以下GWU）を結成し、これらを不払い賃金の返還や集合時間からの賃金（後述）の支払いを求めて活動を行った。GWGではGWUへの返答は一切行わずにデータ装備費廃止などを打ち出している。当初、返還の可否に関する対応は二転三転しており、直近の対応や団体交渉への回答では「返還しない」方針であった。しかし、これがさらに一転し、2007年6月8日のコムスン問題に伴う記者会見の席上で、グループ会長折口雅博自らが返還に応じる方針を明らかにした。その後、態度はさらに二転三転したものの、6月21日に2年分（2005年5月以降分）のみ返還を行うと発表した。GWU側では、これらは「未払い分」ではなく「不当所得」であるとして2年以上に遡っての返還を求めると共に、厚生労働省に対しての各種違法行為への指導強化を求めている（厚生労働省も、返還の有無に関わらず指導を強化する方針）。
その後、GWUではさらに遡っての返還を要求したものの、無回答に終わったことから、2007年7月7日、グッドウィルに対して集団提訴を行う事を決定、8月23日に東京地方裁判所に提訴した。組合側は「使途も不透明で、法的根拠もなく不当に利益を得ている」と強調。また、返還が過去2年間に限って行われる事に対しても、全て取り戻す方向となっている。また、GWUが計画しているものとは別に、愛知県名古屋市・静岡県浜松市・岡山県岡山市・福岡県福岡市の登録スタッフ又は元スタッフ（いずれも20〜30代男性）らが返還を求めての本人訴訟を起こしている返還を求めての本人訴訟を起こしている2ちゃんねる裁判・司法板（初期の頃は派遣業界板）に本人が出入りするスレッドがある。
その後これらの返還請求訴訟は、2007年秋ごろに浜松訴訟が、2008年春頃に名古屋訴訟がそれぞれ取り下げられたものの、同様の訴訟では初の司法判断となる判決が2008年12月4日に福岡地裁で言い渡された。その結果は、福岡の30代原告男性が全面勝訴し、会社側に天引き金の全額返還を命じている。この判決に対して会社側が控訴したが、2009年6月4日、天引額約4万円に対して、解決金20万円を支払う（和解と同時に支払われたようであるが、天引き金額に対する和解金額がおよそ5倍というのは、どのような理由かは不明）とする内容の和解が成立しているようだ。
こうした「データ装備費」「手数料」といった名目の天引きについては、派遣業界全体では慣行で行われており「暗黙の了解」となっていたが、この一件を機に批判が噴出したため他社においても廃止の動きが見られた。例として、当時業界2位だったフルキャスト（現・フルキャストホールディングス）では、2007年2月10日まで1勤務当たり250円徴収していた「業務管理費」を創業時（1992年）に遡って返却すると決めている。
なお、仮に最終の2年分の返還が行われただけでも最大37億円ともいわれるその額は、創業時からの総額は数百億円にも上るとされた。

#### 違法性
- 過去2年分のデータ装備費を返還するための手続きのための文書（信書）を、メール便で発送しており、郵便法に抵触する可能性を指摘された（郵便以外は法令で信書の取り扱いが認められていない）。本件については、2007年12月になって総務省郵便課でも調査に乗り出す方針であるという[6]。
- 本件に関して、スタッフからの勤務回数の照会に応じておらず、これは個人情報保護法違反に当たる可能性がある。
- データ装備費は、会計上の扱い次第で詐欺や脱税に該当する可能性もあるが、2008年12月4日の福岡地裁判決では、「裏金」であるとの原告男性の主張を否定している。ただし、データ装備費廃止以降の内部資料に『データ装備費は粗利の1.4％に相当する』旨の記載がされていた[注 4]ことから、税制上の扱いは不明ではあるものの、利益の一部として認識していたことは確実視されている。
- 派遣労働者から200円を「保険料」といった名目で天引きしていたことから、「グッドウィルは労災や事故賠償が発生することを予見していた」にもかかわらず、労働安全衛生のための指導や教育をほとんど行っていない（安全指導や安全教育を怠っていた上で天引きを強制していたことになる）。労働安全衛生法に抵触している部分が多く、派遣先の顧客に派遣労働者に対する安全指導を依頼するなどの暫定的な措置も講じられていない。また、安全帽（ヘルメット）や安全靴などの保護具の購入は会社で負担するか、貸与するのが一般的である。
- データ装備費を2年分返還する際に「違法性はない」「給与支払い時効を参考にした」との内容をマスコミ向けに打診したが、「違法性がないのなら1円も返還する必要がない」と解釈できるため、データ装備費の徴収が違法行為になりうるとの認識が少なからずともあったと思われる上、2008年12月4日の福岡地裁判決では、給与支払いの2年の時効を認めておらず「天引きは不法行為にあたる」とされている。
- 親会社であるグッドウィル・グループのHPにて、「株主に対し情報をオープンに開示する」という表向きな理由で[注 5]、株主投資家向け情報のページにデータ装備費訴訟の原告側の住所と氏名を記載している。

### 「人材サービスゼネラルユニオン」と共謀した不正な代表者選出事件
天引きについては「労働組合もしくは労働者の過半数を代表する者との書面による合意」（労使協定）があれば可能であることから、データ装備費の天引きを合法化させるため、社員にGWG経営陣が立てたUIゼンセン同盟傘下の人材サービスゼネラルユニオン（以下JSGU）グッドウィル分会組合幹部の支持を強要していた実態が明らかとなった（御用組合）。
しかし、公称300万人とされる登録スタッフなど大半の労働者が労働側代表の選出に関わっていなかった（JSGU加入者はわずか7000名）ことから、三田労働基準監督署（東京都港区）によって偽装された労働協約の是正を求められた。JSGU幹部を労働者側代表に選出するにあたり、同様の事例はこの他にも数回は行われており、中には、（経営側が選定した労働者代表への選出に）署名しなければ給与支払いに応じないという条件をつけていた支店もあった。
経営陣が社員に対し、JSGUに加入しなければ解雇をほのめかすなど、労働組合法に対する違法行為（黄犬契約）の実態が社員から内部告発され始めており、上記経営者に一方的に有利な36協定捏造をめぐる、JSGU幹部への労働者側代表への強要＝不正代表選出事件をきっかけに、グッドウィルグループの企業犯罪とそれを共謀して押し進めてきたJSGUに対し、もはや労働組合とは言い難いと、社会道義からの逸脱及び労働組合法への背任活動行為が指弾され始めている。

### 派遣元責任者不在・偽装問題
労働者派遣法では、派遣元責任者を事業所に最低1人以上（労働者100人以下の場合）配置するよう定められている。しかし、支店数が多い（2007年5月末時点で583支店に上る）上に、社員の入れ替わりも激しいため、これを確保するのは困難であるのが実情である。このため、労働局の行政指導を免れる目的で、支店の派遣元責任者を他支店の社員が務めているように装う名義借りや、社員に資格があるように見せかける経歴の偽装などが恒常的に行われていたという。具体的な例として、支店Aに属するBという社員が会社を通じて派遣元責任者の講習会を受講後、本人に了解もなく、新規に設置された支店Cの責任者に登録されていたという例が多く、同じフロアに複数の支店を構えていた場合は、Dオフィスとして届を出していたという。

### 給与規定変更問題
データ装備費廃止の同日に、日給計算であった給与形態が時給制に変更された。これにより、キャリアや職能に応じた5つのランクで時給を760円から1063円の範囲に設定すると共に、旧規定にあった交通費1000円の一律支給は廃止となった。この変更により、実質的に大幅に給与が減額され、批判の対象となっている。
関東地区の例だとAランクのスタッフが8時間働いた場合、旧規定では交通費を含む8500円であったが、新規定では1時間の休憩をはさんで実質7時間労働で計算され7441円となり、約1100円の減額。Eランクスタッフが2時間働いた場合、旧規定では3500円だったが、新規定では1900円となり1600円が減額されている。また、仮に8時間労働の仕事であっても、欠員発生時の対処などの理由から集合時間が非常に早く設定されている（仕事には遅れなくても、集合時間に遅れて来た場合も減給などのペナルティが課される）ため、基本的に拘束時間は10時間を超える場合が多々ある。この問題については、2008年の厚生労働省の日雇い派遣指針で「派遣元事業主は、集合場所から就業場所への移動時間等であっても、日雇派遣労働者がその指揮監督の下にあり、自由利用が保障されていないため労働時間に該当する場合には、労働時間を適正に把握し、賃金を支払わなければならない」とされた。
同社は「変更前からのスタッフには、個別にランクアップや手当の支給で不利益が出ないように配慮した。新しいスタッフには新規定を適用する。給与が下がるわけではない」としているが、データ装備費分の損失をまかなう為の給与変更である。

### 備品押し売り問題
グッドウィルのロゴ入りTシャツ・ポロシャツ・トレーナーやカッター・軍手などの備品を購入し、指定した服装でないと仕事を紹介できないなどと虚偽の説明をした上で半ば強制的に派遣労働者に購入させていた。カッターナイフや安全靴等を登録スタッフ自身で用意することは堅く禁じる。また、派遣先が変わる度に、新しくロゴ入りTシャツ・ポロシャツ・トレーナー・軍手の他、必要な備品を購入させている（実際には服装を細かく指定しないか、あるいは派遣先の会社で別に指定した制服を着用させるケースもあり、一般的な服装のスタッフも少なくない。逆に、偽装請負の場合には、ロゴ入りTシャツを着ないで私服を着るようにという場合もある）。支店長には厳しい販売ノルマが課されていたといい、賞品を設定し、内勤スタッフに売り上げを競わせていた支店も存在する。（なんば支店など）派遣先からTシャツ・軍手以外の必要備品の用意（派遣先が、無料・無償で用意）があると、派遣労働者から請求を行っている（支店で予め購入した・クリーニング代・管理費などを理由に）。

### 移動手段の安全性
物流業者に偽装請負した際に、集合場所から現場までトラックの荷室にスタッフを乗せて移動させた例もあった。道路交通法第55条に違反している。

### 二重派遣
請けた業者から又請けを行い、大元の業者の現場へ派遣するため、集合した被派遣者達が「どこへ連れて行かれるか皆目分からない」例が出ている。法に定める労働者“派遣”ではなく禁止されている労働力供給（職業安定法第44条）、就業条件の明示義務違反（労働者派遣法第34条）である。

### 労災隠し
グッドウィルの派遣スタッフである男性は2007年2月9日、脱脂粉乳の袋の詰め替え作業を東京都内の倉庫で行っていた。
その作業中、左膝に全治3カ月の重傷を負った。男性は救急車を呼ぶよう要求したが現場で30分もの間放置された挙げ句、会社の車で病院に運ばれた。男性は2001年にスタッフ登録し、1稼働毎にデータ装備費として200円を徴収されていた。災害によって蝕まれた体を回復するまでの療養期間は休業しなければならないため、その休業期間分の賃金補償のため保険適用を求めたが、グッドウィルは「保険は今はない。労災で賄う」と答え、労災保険以外の補償はしなかった。
「データ装備費」との名目で違法な徴収をしていたことが問題であるが、その「データ装備費」での生活保障を行わなかった上、重傷事故に遭った労働者を長時間放置したり、「労災隠し」のために救急搬送を拒否し会社の車で搬送するなどの問題も明確となった。この男性スタッフは労働組合全国ユニオンなどが厚生労働省と行った交渉の席上で告発した。
また、2007年12月17日、宮崎県都城市で派遣スタッフの男性（29）が荷下ろし作業中に、コンテナで指を挟んでしまい骨が折れる大怪我をした。男性は労災申請をしたが、グッドウィルの従業員は「（労災を使うと）仕事が来なくなる」等としてこれを拒否した。後に症状が悪化したため、男性は自ら都城労働基準監督署に申告しこれを認められた。この場合、グッドウィルには1月末までに報告義務があったが、実際に報告をしたのは2008年2月18日になってからであった。グッドウィル側も「不適切な対応」を認め、男性に謝罪した。3月19日、都城労基署から宮崎地方検察庁に支店長と法人としての都城支店を労働安全衛生法違反で書類送検。男性も17日に告訴している。

### その他、違法性が問われる事例
- 2007年4月30日以前に、日雇い労働者に対して交通費として日給に1000円を加算していた。交通費を除くと最低賃金を下回るケースが多かったが、本社の指示と各支店での説明が不十分であり、「非課税」なのか「課税の対象」なのか曖昧な状態であった。「交通費」として給与と合わせて支給する場合は「交通費」と記載すれば賃金に含まれない。そのため交通費分として1000円を支給したところで支給額が最低賃金を上回ったとしても、賃金は交通費を含めない金額となり、実質上最低賃金を下回っていたことになる。
- 一部報道によると、グッドウィルは二重労働や違法行為を隠すため、港湾業務を表す暗号「船」を言ったら500円上乗せしたりグッドウィルの社名を隠すようにと指示されたという[注 8]。また、会社案内ビデオでも警備業や建設業等違法派遣を紹介している。
- グッドウィル元内勤社員の暴露告白記事[どれ?]によると、派遣業務に関する派遣依頼書等の重要書類を支店ぐるみで偽造したり、フォークリフトの免許を所持していない派遣スタッフを意図的に現場に送り込み無免許で働かせていた実態（フォークリフトの運転には技能免許が必要。この場合、労働安全衛生法第14・第61・第76の各条及び同施行令第20条違反）などが明らかになっている（週刊金曜日700/702号・鯨井雄太）。

## 行政処分
先述したように、港湾派遣と労働力供給行為、そしてそれに伴う各種手続きの怠慢が東京労働局などの調査により判明、同局と上級庁の厚生労働省はグッドウィルに対し、全事業所を2カ月間、違法行為が発覚した事業所は4カ月間の労働者派遣事業停止とする命令を下す方針を決め、2007年12月19日、行政手続法に基づき2008年1月8日までに処分に対する弁明をするよう、グッドウィルに通知。同社は1月8日に弁明書を提出。1月11日に同労働局は上記処分を1月18日から実施する事を通知した。
なお、今回の命令は2005年6月30日にも事業改善命令を受けたことがあり、二度目であることも背景にある（上記停止命令の事由にも含まれている）。

## 刑事事件、そして廃業へ
2008年1月31日には、港湾業務に従事させた際に500円程度の賃金上乗せがされていた事で、社も違法である事を認識していた疑いがあるとして警視庁の家宅捜索を受けた。嫌疑は無許可派遣の職業安定法違反。その後この事件は同年6月3日、グッドウィルの課長や元支店長など3人が、派遣先企業の無許可派遣を幇助した容疑で、派遣先企業の元常務と共に逮捕され刑事事件に発展している。本件は会社の業務として行われた事から、同法第67条の規定を適用され、法人としてのグッドウィルも書類送検された。
そして6月24日、東京地検は東京簡裁に略式起訴、法人としてのグッドウィルは100万円の罰金命令が下った（逮捕された従業員の分も含め、即日納付済み）。これにより、労働者派遣法第6条の欠格事由に該当するため、一般派遣事業許可取消となることがほぼ確定（当該命令の不服申し立て期間があるため、正式な確定はその期間終了である7月8日以降）、厚生労働省が7月中にも取消処分を発令する見込みとなった。この事態にいたり、事業継続がもはや不可能になったグッドウィルは翌25日の取締役会で事業の廃止と内勤社員全員へ合意退職（事実上の解雇）の申し入れを決定した。
廃業の決定がなされたため、事業廃止命令の発令はされる事はなかったが、しかしこれで事実上の経営破綻ともなった。
2008年7月31日をもって残務整理を除いて事業を廃止した。その後は残務整理のために存続していたが、2009年12月31日付で解散し、清算会社となっている。2013年11月22日付で清算を終え、事実上の倒産となり、旧会社から数えて18年の歴史に幕を下ろした。
上記案件以外でも、確認されているだけで法人としてのグッドウィルは独立した3件の事案（先述したものも含まれる）で書類送検となっている。

## テレビ番組
- 日経スペシャル ガイアの夜明け "使い捨て"雇用を問う ～働くものに明日はあるか 第3章（2008年9月9日、テレビ東京）[16] - 「日雇い派遣」を取材。